# 리하르트 폰 미제스

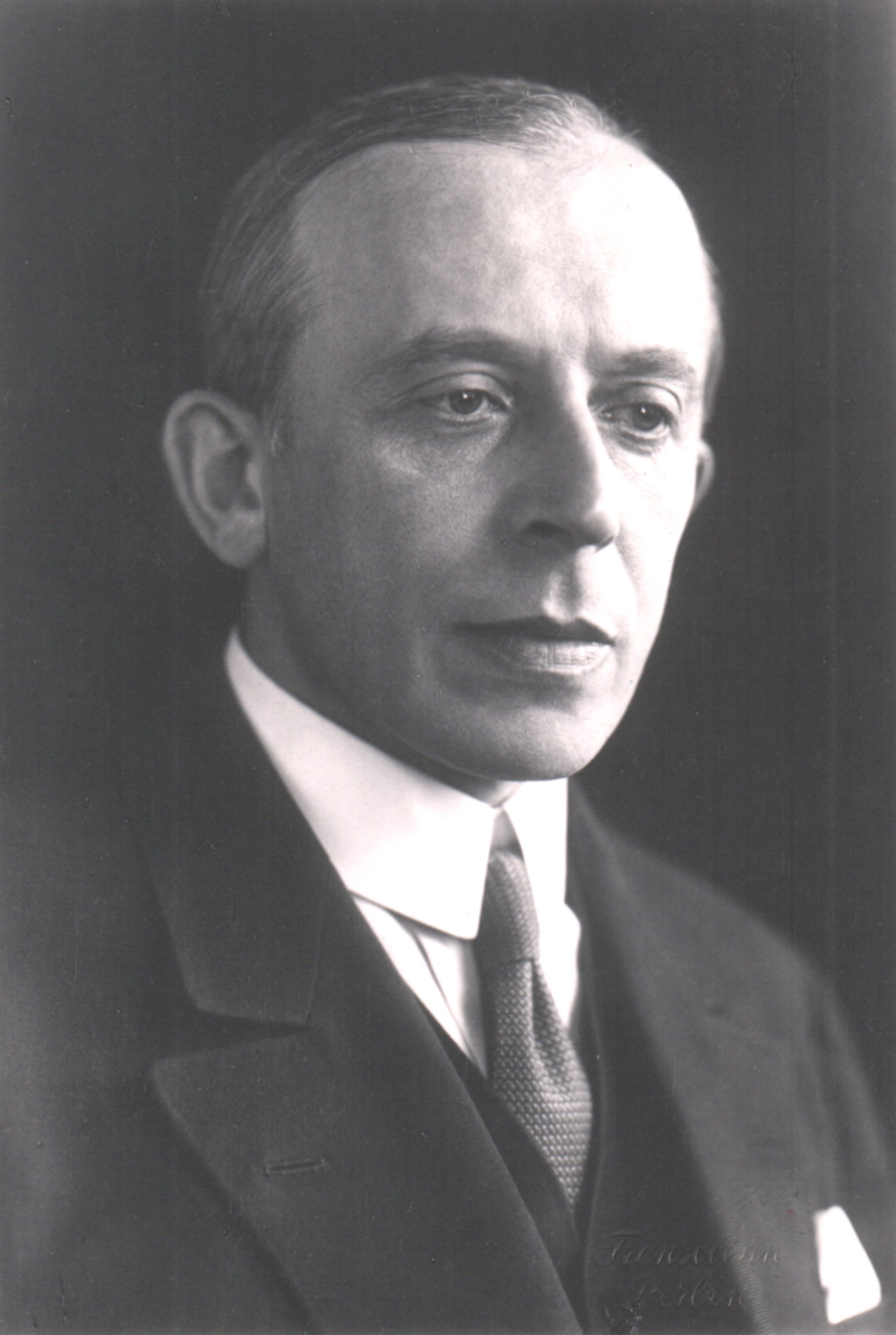
리하르트 폰 미제스

리하르트 에들러 폰 미제스(독일어: Richard Edler von Mises, 1883년 4월 19일 ~ 1953년 7월 14일)는 고체 역학, 유체 역학, 공기 역학, 항공학, 통계 및 확률론을 연구한 오스트리아의 과학자이자 수학자이다. 그는 하버드 대학에서 공기 역학 및 응용 수학 교수로 재직했다.
그의 수학적 작업으로 가장 잘 알려져 있지만, 미제스는 또한 에른스트 마흐의 노선을 따라 신실증주의자이자 경험주의자로서 과학 철학에 기여했다. 논리적 경험주의 빈 학파의 역사가들은 필립 프랑크, 한스 한 및 오토 노이라트와 함께 1907년부터 1914년까지의 "첫 번째 단계"를 인식한다. 그의 형인 루트비히 폰 미제스는 실증주의와 인식론에 대해 반대되는 관점을 가졌다.
이스탄불에 있는 동안 미제스는 논리적 실증주의자이자 1938년까지 프라하의 물리학 교수인 필립 프랑크(Philipp Frank)와 긴밀한 접촉을 유지했다. 그의 문학적 관심에는 오스트리아의 소설가 로베르트 무질과 시인 라이너 마리아 릴케가 포함되어 있으며 그를 통해 인정받는 전문가가 되었다.

## 삶
리처드 폰 미제스는 훗날 비주류 경제학파인 오스트리아 학파의 저명한 경제학자가 된 그의 형 루드비히 폰 미제스의 뒤를 이어 18개월 뒤인 오스트리아-헝가리 (현 리비우, 우크라이나)의 유대인 가정에서 태어났다. 빈에 있는 Academisches Gymnasium 에 다녔으며, 그곳에서 1901년 가을에 라틴어와 수학을 우등으로 졸업했다. 비엔나 공과 대학에서 수학, 물리학 및 공학을 졸업한 후, 그는 Georg Hamel의 조수로 임명되었다.
1908년 미제스는 비엔나에서 박사 학위를 받았고(그의 논문은 "크랭크 드라이브의 플라이휠 질량 측정"에 관한 것이었다) 1909년 26세의 나이로 당시 독일 제국 (현재의 스트라스부르, 알자스, 프랑스 )의 일부였던 스트라스부르크에서 응용 수학 교수로 임명되어 프로이센 시민권을 취득했다. 브르노 공과 대학의 교수직에 대한 그의 지원은 1차 세계 대전으로 중단되었다.
전쟁 전에 그는 이미 조종사가 되어 항공기 설계에 대해 강의했으며 1913년 스트라스부르에서 그는 동력 비행에 관한 최초의 대학 과정을 제공했다. 전쟁이 발발하자 그가 오스트리아-헝가리 군대에 시험 조종사와 비행 교관으로 입대하는 것은 당연했다. 1915년에 그는 600 마력 ( 450kW ) 항공기, 즉 오스트리아 군대를 위한 "미제스-Flugzeug"(미제스 항공기)의 건설을 감독했다. 그것은 1916년에 완성되었지만 결코 실제적인 전쟁 서비스는 보지 못했다.
전쟁이 끝난 후 미제스는 Dresden Technische Hochschule에서 유체 역학 및 공기 역학의 새로운 의장을 맡았다. 1919년에 그는 베를린 대학의 에르하르트 슈미트의 지시에 따라 설립된 새로운 응용 수학 연구소의 소장(전임 교수)으로 임명되었다. 1921년 그는 Zeitschrift für Angewandte Mathematik und Mechanik 저널을 창간하고 편집자가 되었다.
1933년 국가사회당이 집권 하면서 미제스는 자신의 지위가 위협받는 것을 느꼈다.  1차 세계 대전에도 불구하고 군 복무를 했다. 그는 터키 로 이사하여 이스탄불 대학교에서 새로 신설된 순수 및 응용 수학 학장을 역임했다. 1939년에 그는 미국에서 직책을 수락했고 1944년에는 하버드 대학의 Gordon McKay 공기역학 및 응용 수학 교수로 임명되었다. 1943년에 그는 연구소의 조수였던 수학자 힐다 가이링거( Hilda Geiringer )와 결혼하여 그녀와 함께 터키와 미국으로 이주했다.
1950년 미제스는 공산주의자가 지배하는 동독 과학 아카데미의 명예 회원 제안을 거절했다.

## 기여
공기 역학에서 폰 미제스는 경계층 흐름 이론과 익형 설계에서 눈에 띄는 발전을 이루었다. 그는 재료 강도 계산에서 엔지니어가 사용하는 가장 중요한 개념 중 하나인 응력의 이론을 개발했다.
그의 아이디어는 만장일치로 환영받지 못했지만 오스트롭스키는 그에 대해 이렇게 말했다. "폰 미제스는 믿을 수 없을 정도로 역동적인 사람이었고 동시에 룽게처럼 놀랍도록 다재다능했다. 그는 특히 기술의 영역에 정통했다." 또한 "그의 역동적인 성격 때문에 그의 가끔 큰 실수는 어떻게든 용인되었다. 그의 확률 이론을 용서한 사람도 있다."
고체 역학에서 미제스는 가소성 이론에 중요한 기여를 했다.
확률 이론에서 그는 원래 현재 유명한 "생일 문제"를 제안한 사람이었다. 그는 또한 도박 시스템의 불가능성을 정의했다.

## 같이 보기
- 생일 문제